# Hyakumanto Darani

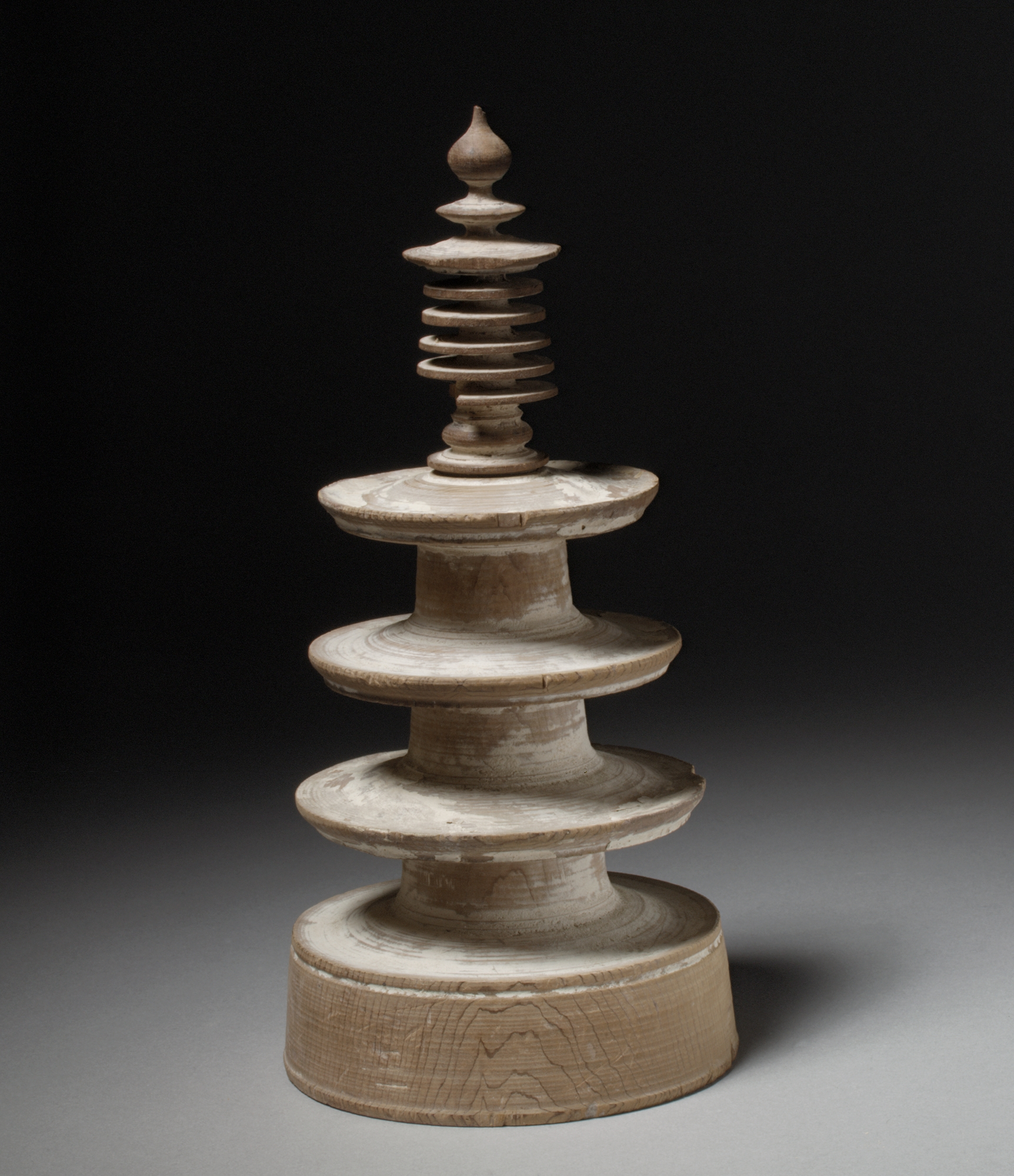
Hyakumanto Darani

Hyakumanto Darani una publicación impresa en Japón en el año 764 considerada el primer texto impreso por medios mecánicos -es decir, no manuscrito- de la historia del que se tiene registro. En ese año 764, la emperatriz Shōtoku (718-770) ordenó la donación de un Hyakumanto Darani a varios templos: un pequeño pergamino impreso con cuatro sutras Dharani budistas.